# عصام البرهومي
عصام البرهومي (جلمة، 1 أكتوبر 1978) رياضي تونسي مختص في رياضة الكيك بوكسينغ، وبطل العالم الحالي.
وُلد عصام البرهومي ليكون رمزًا للإصرار والتحدي، فجمع بين الموهبة الفطرية والعزيمة الحديدية ليصنع مسيرة استثنائية في عالم الفنون القتالية. لم يكتفِ بأن يكون بطلاً في اختصاص واحد، بل حطّم القيود وحمل راية تونس عاليًا في ميادين مختلفة، محققًا ألقابًا عالمية في أكثر من فن قتالي في آنٍ واحد، ليُصبح بذلك حالة فريدة في تاريخ الرياضة العالمية.
لكن مسيرة البرهومي لم تتوقف عند حدود الحلبات، فقد وظّف نجاحه الرياضي ليؤدي رسالة أسمى، فكان قدوة للشباب ومرشدًا لهم، من خلال برامجه الاجتماعية وقاعته الرياضية "الساموراي" التي أسسها لتكوين الأبطال وصناعة جيل جديد يؤمن بالقيم النبيلة للفنون القتالية. كما خاض تجربة التمثيل في أدوار الأكشن، ليؤكد أن طاقته لا تنحصر في الرياضة فقط، بل تتجاوزها إلى ميادين الإبداع والفن.
إنها حكاية بطلٍ عالمي، لم تُصنع مجده الظروف بل صناعته عزيمته، فكان عصام البرهومي مثالًا يُحتذى به في التفاني، التحدي، والعطاء.